# EX Кита
EX Кита (лат. EX Ceti) — переменная звезда, которая находится в созвездии Кит на расстоянии около 75 световых лет от нас. Вокруг звезды обращается осколочный диск.

## Характеристики
EX Кита является переменной звездой типа BY Дракона. Она относится к классу жёлтых карликов. Её масса и радиус равны 94% и 80% солнечных соответственно. Светимость звезды составляет всего 46% солнечной. Температура поверхности приблизительно равна 5340 кельвинам. По астрономическим меркам это очень молодая звезда: её возраст оценивается в 275 миллионов лет. Планетная система вокруг EX Кита ещё не закончила формироваться, поэтому звезду окружает осколочный диск, состоящий из пыли, метеоритов и планетезималей. Звезда входит в состав ассоциации Геркулеса-Лиры.